# Gemena
Gemena je glavni grad provincije Sud-Ubangi u Demokratskoj Republici Kongo.
U gradu je pokopana majka diktatora Mobutu Sese Sekoa, Mama Yemo.
Prema popisu iz 2004. godine, Gemena je imala 113.879 stanovnika.